# José Bolivar Piedra Aguirre
José Bolivar Piedra Aguirre (ur. 25 listopada 1965 w Nabón) – ekwadorski duchowny katolicki, biskup pomocniczy Cuenca w latach 2019–2022, biskup diecezjalny Riobamby od 2022.

## Życiorys
Święcenia kapłańskie otrzymał 24 marca 1990 i został inkardynowany do archidiecezji Cuenca. Pracował głównie jako duszpasterz parafialny, był także m.in. wikariuszem biskupim ds. duszpasterskich, koordynatorem duszpasterstwa kapłanów oraz wikariuszem generalnym archidiecezji. W latach 2015–2016 zarządzał archidiecezją jako jej tymczasowy administrator.
20 maja 2019 papież Franciszek mianował go biskupem pomocniczym archidiecezji Cuenca, ze stolicą tytularną Maronana. Sakry udzielił mu 6 lipca 2019 arcybiskup Marco Pérez Caicedo.
21 września 2022 został mianowany biskupem diecezji Riobamba.